# World's end Wonderland
World's end Wonderland（ワールズ・エンド・ワンダーランド）は日本のアーティスト東京エスムジカの5作目のアルバム。

## 概要
2008年8月20日発売。前作までボーカルを務めた瑛愛と平得美帆の卒業後、早川大地のソロ・プロジェクトとなった東京エスムジカとして最初のアルバムである。

## 収録曲
1. World's end Wonderland
アルバムタイトルにもなっている表題曲。
2. Life is Art
早川大地がサウンドプロデュースを務めるSweet VacationのボーカルMayがボイスで参加している。
3. A Marriage Song inspired by 秋田長持唄 feat. 安曇野めぐ留
民謡歌手である安曇野めぐ留をゲストボーカルに迎えた楽曲。東北地方の民謡である秋田長持唄を取り入れている。
4. A Small Prayer feat. 坂本美雨
5. Pieces of Times
インスト曲。
6. Noise Fly feat. yuyun
インドネシアのシンガーyuyunをゲストボーカルに迎えた楽曲。第二期東京エスムジカの最初に出来上がった曲。
7. Cry for Soul feat. N.Ashid
モンゴルの馬頭琴奏者、ホーミー歌手であるネルグイ・アシド(N.Ashid)をフィーチャリングした楽曲。
8. Here Before feat. yuyun
9. Too Many Wishes
早川大地自身が初めて全編ボーカルを務めた楽曲。